# Liste der Monuments historiques in Guyans-Vennes
Die Liste der Monuments historiques in Guyans-Vennes führt die Monuments historiques in der französischen Gemeinde Guyans-Vennes auf.

## Liste der Objekte
| Bezeichnung         | Beschreibung                                                                                        | Standort                                        | Kennzeichnung | Schutzstatus | Datum | Bild |
| ------------------- | --------------------------------------------------------------------------------------------------- | ----------------------------------------------- | ------------- | ------------ | ----- | ---- |
| Gemälde Maria Trost | Ölfarbe auf Holz, 15. Jahrhundert                                                                   | in der Kirche Notre-Dame-de-l’Assomption (Lage) | PM25000803    | Classé       | 1928  |      |
| Marienaltar         | rechter Seitenaltar; Altartisch und Tabernakel; Holz, farbig gefasst und vergoldet, 18. Jahrhundert | in der Kirche Notre-Dame-de-l’Assomption (Lage) | PM25000804    | Classé       | 1964  |      |
| Taufaltar           | Retabel; Holz, 18. Jahrhundert                                                                      | in der Kirche Notre-Dame-de-l’Assomption (Lage) | PM25000805    | Classé       | 1964  |      |
| Beichtstuhl         | Holz, 18. Jahrhundert                                                                               | in der Kirche Notre-Dame-de-l’Assomption (Lage) | PM25000806    | Classé       | 1964  |      |
| Kanzel              | Holz, 17. Jahrhundert                                                                               | in der Kirche Notre-Dame-de-l’Assomption (Lage) | PM25000802    | Classé       | 1907  |      |